# アナグマ属
アナグマ属（アナグマぞく、Meles）は、哺乳綱食肉目イタチ科に分類される属。模式種（タイプ種）はヨーロッパアナグマ。

## 分布
ユーラシア大陸、日本

## 形態
頭胴長（体長）52 - 90センチメートル。尾長11.5 - 20センチメートル。肩高30センチメートル。体重10 - 16キログラム。尾は体長の4分の1以下。背面は灰色（体毛は黒いが、基部や先端が白い）。胸部や四肢は濃褐色。顔面は白く、黒い縞が吻から目を通り耳にかけて走る。
歯列は門歯が上下6本ずつ、犬歯が上下2本ずつ、臼歯が上下6 - 8本ずつ、大臼歯が上顎2本・下顎4本の計34 - 38本。四肢は短い。前肢の爪は湾曲し発達する。

## 分類
本属とアメリカアナグマ属・イタチアナグマ属Melogale・スカンクアナグマ属（スカンク科へ分割）・ブタバナアナグマ属Arctonyxで、アナグマ亜科を構成する説もあった。2008年に発表されたイタチ科の核DNAやミトコンドリアDNAの最大節約法・最尤法・ベイズ法による系統推定では、ブタバナアナグマ属とのみ単系統群を形成するという解析結果が得られ、この単系統群はアメリカアナグマ属・ラーテル属に次いで分岐した系統だと推定されている。一方で従来のアナグマ亜科の単系統性は否定された。この論文ではイタチ科内の亜科の復活や再定義も提唱しており、その説に従えば本属とブタバナアナグマ属のみでアナグマ亜科を構成する。
以前は旧アナグマ（ユーラシアアナグマ）Meles melesのみで本属を構成していた。2002年に陰茎骨の形状から、ユーラシアアナグマを3種に分割する説が提唱された。
2006年以降に発表された複数の分子系統解析から、本属にはヨーロッパ・西南アジア・北および東アジア・日本の4系統があることが示唆されている。2013年には頭骨の比較から、ヨーロッパアナグマの亜種とされていたコーカサス・小アジア・中東の個体群をMeles canescensとして分割する説が提唱された。
以下の分類・英名は、Mammal Diversity Database (2024) に従う。和名は佐藤 (2024) に従う。
- Meles anakuma アナグマ Japanese badger
- Meles canescens コーカサスアナグマ Caucasian badger
- Meles leucurus アジアアナグマ Asian badger
- Meles meles ヨーロッパアナグマ European badger

## 生態
森林などに生息する。50 - 100メートルに達する複数の入口がある巣穴（セット、sett）を、主に斜面に掘り生活する。夜行性で、昼間は巣穴の中で休む。4 - 5頭の家族（クラン、clan）からなる群れを形成する。群れで巣穴や縄張りを共有するが、狩りや採餌などは単独で行う。寒冷地に生息する個体群は、冬季になると巣穴の中で冬ごもりを行う（ヨーロッパ北部5か月、ロシア東部7か月）。
昆虫、ミミズ、カエル、爬虫類、鳥類、小型哺乳類、果実、キノコなどを食べる。
繁殖様式は胎生。受精卵の着床が遅延する期間は10か月で、遅延期間を除いた妊娠期間は6 - 8週間。2 - 5月に1回に2 - 6頭（主に3 - 4頭）の幼獣を産む。授乳期間は2か月半。生後2年で性成熟する。寿命は野生下で10年。16年2か月の飼育例がある。

## 人間との関係
体毛が筆や絨毯の原料として利用されることもある。穀物の食害などで田畑を荒らす害獣とみなされることもある。日本では本種とタヌキはムジナという名称で混同されていた（例えばたぬき・むじな事件）。近年は開発による生息地や獲物の減少により捕獲されたりして生息数は減少している。
アナグマの肉はジビエとして提供されることもある。
アナグマいじめとアナグマ犬
ヨーロッパでは中世から、捕獲したアナグマを人工の巣穴に入れて犬と闘わせる「アナグマいじめ」(badger-baiting) というブラッド・スポーツが行われていた。
イギリスとアイルランドでは、エアデール・テリア、ベドリントン・テリア、ブルー・ポール、フォックス・テリア、グレン・オブ・イマール・テリア、シーリハム・テリア、ブルテリア、スタッフォードシャー・ブル・テリア、ウェルシュ・テリア、アイリッシュ・ソフトコーテッド・ウィートン・テリア、ケリー・ブルー・テリアなどが、北ヨーロッパではダックスフントやバセットハウンドなどが、南ヨーロッパではポデンゴ・ポルトゥゲスなどがアナグマ犬として用いられた。
1968年までは、アイリッシュ・ケンネル・クラブはアナグマ犬の素質を認定するチャスタス・モール (Teastas Mor) という試験を行っていた。天然のアナグマの巣穴に犬を送り込み、5分以内にアナグマと組み付く（アナグマに噛み付いて放さない）ことができれば合格とされた。アイリッシュ・テリア、ウィートン・テリア、ケリー・ブルー・テリアがアイリッシュ・ケンネル・クラブのテリア部門でチャンピオンになるにはチャスタス・モールに合格した認証が不可欠であった。
イギリスでは、アナグマいじめは1835年に、犬を使って巣穴に追いつめたアナグマを掘り出すバジャー・ディギング (badger digging) は1973年に、強力な光源と猟犬と銃を用いて夜間にアナグマを狩るランピング (lamping) は2004年の狩猟法によって違法となった。1992年のアナグマ保護法により、ナチュラル・イングランドからの許可を得ずにアナグマを殺すことは違法とされている。にもかかわらず、これら全てが未だに行われており、1990年の調査では毎年9000頭のアナグマがバジャー・ディギングの犠牲になっていると推定されている。しかし、アナグマの最大の人為的死因は交通事故である。
ウシ型結核菌キャリア
イギリスとアイルランドでは、アナグマがウシ型結核菌 (Mycobacterium bovis) を媒介することが知られている。これらの国では主に牛の畜産業者が中心となってアナグマの駆除を推進しており、アナグマ保護団体との摩擦を生んでいる。アナグマの駆除は1970年代から行われており、ウシ型結核予防に対するアナグマ駆除の有効性についての研究も行われているが、未だ結論は出ていない。
畜産業者を除けば、イギリスではアナグマはおおむね好感を持たれており、アナグマの保護を目的とした団体が多数存在する。アナグマ保護団体を統括するのがバジャー・トラストである。

## 画像

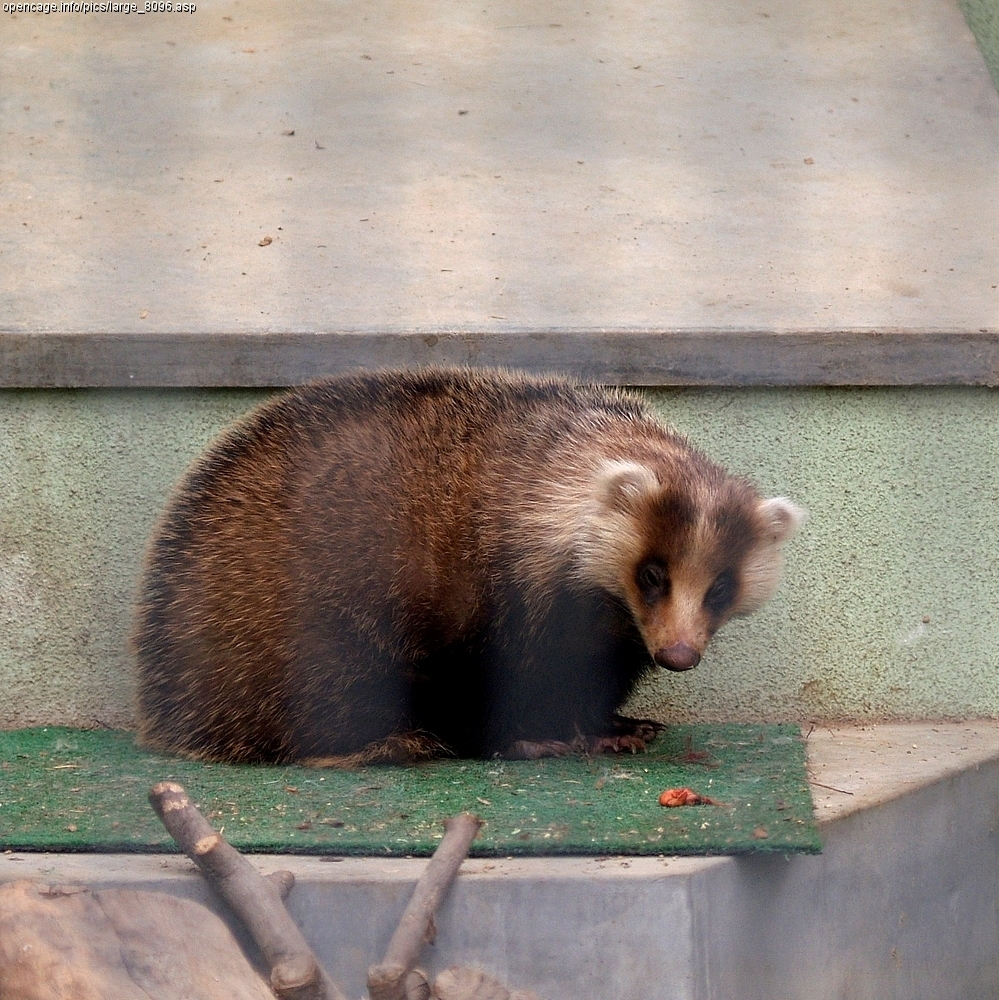
アナグマM. anakuma
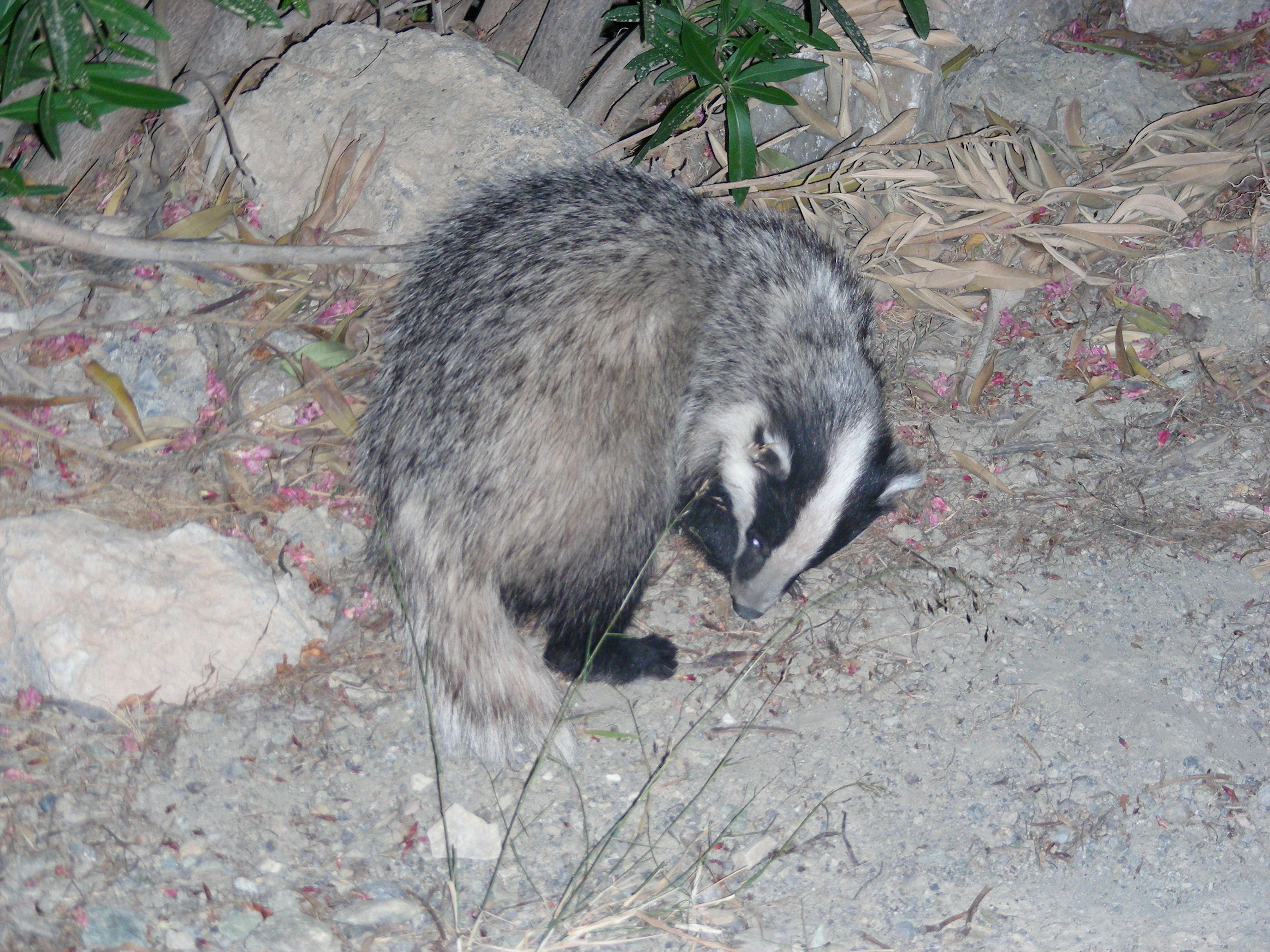
コーカサスアナグマM. canescens
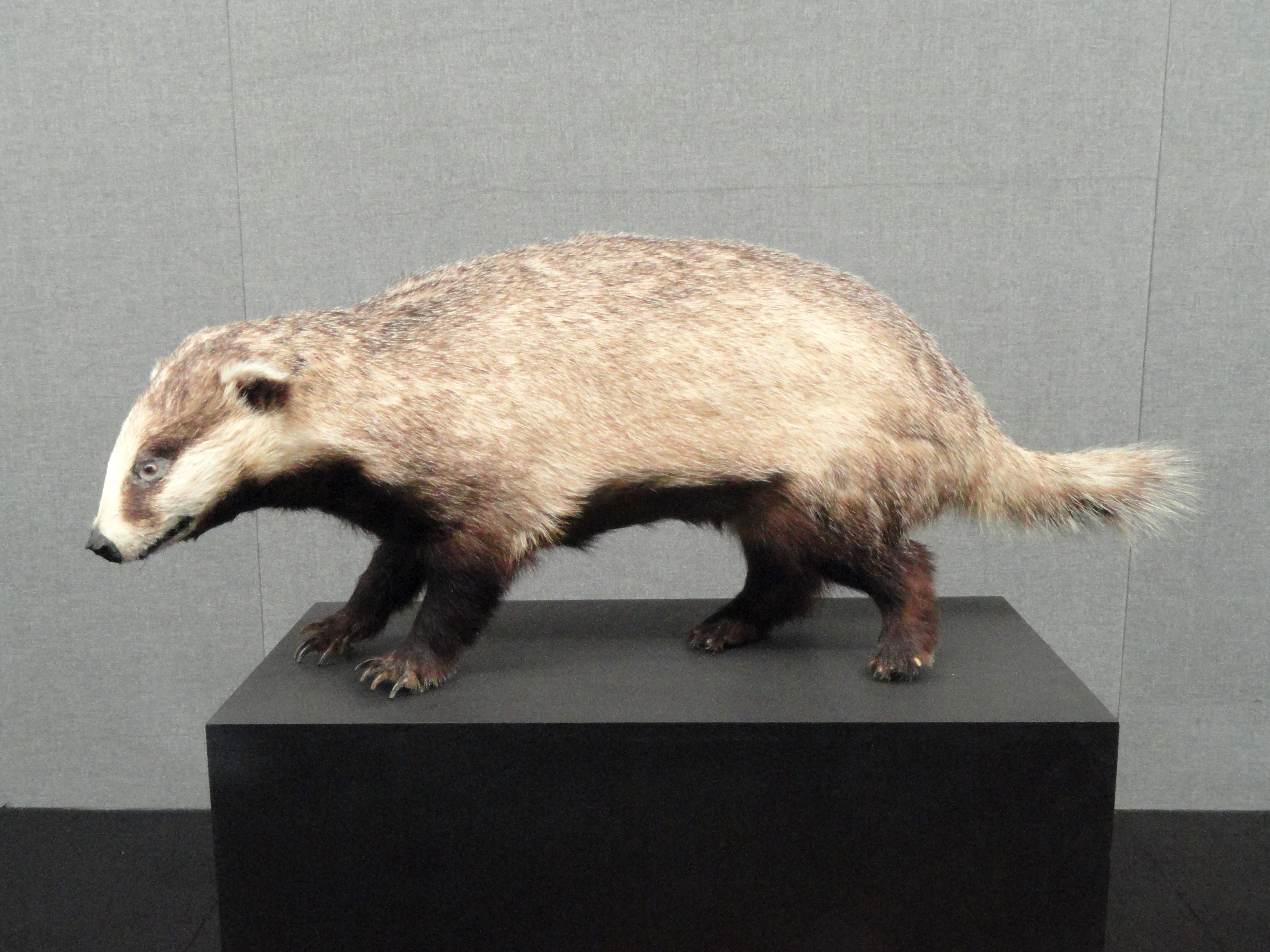
アジアアナグマM. leucurus
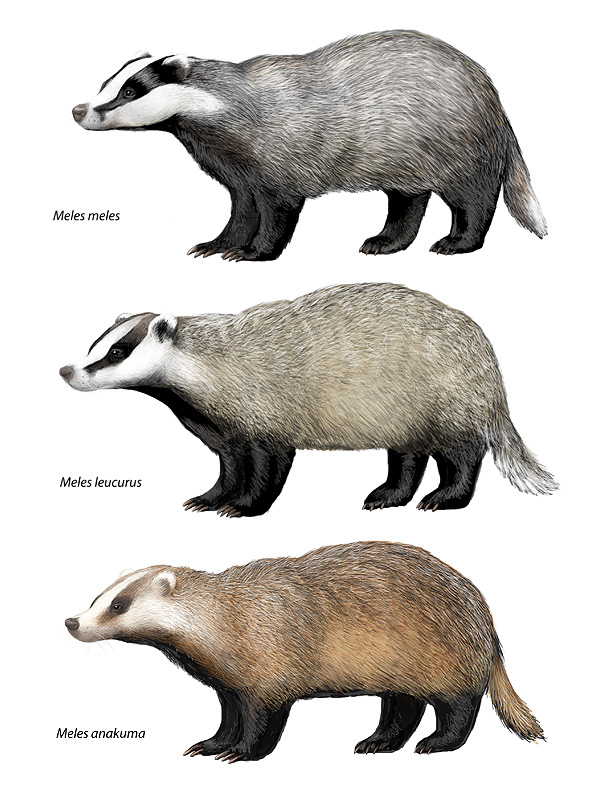
3種の比較図